# René-Emmanuel Baton
René-Emmanuel Baton (ook: Bâton, maar vooral bekend als: Rhené-Baton) (Courseulles-sur-Mer (Calvados), 5 september 1879 – Le Mans, 25 september 1940) was een Frans componist en dirigent.
Zijn naam is toepasselijk, want een bâton is in het Nederlands een dirigeerstok.

## Levensloop
Rhené-Baton studeerde aan het Conservatoire national supérieur de musique in Parijs onder andere piano en muziektheorie bij André Gedalge. Bij de Société nationale de Musique ging in 1903 zijn Variations sur un thème dans la mode éolien, voor piano en orkest in première. In 1907 en 1908 was hij koordirigent aan de Opéra-Comique in Parijs. Vervolgens was hij dirigent van de Société Sainte Cécile in Bordeaux en van de Société populaire d'Angers (1910-1912).
In 1910 werd hij uitgenodigd om het Festival de musique française in München te dirigeren. Op uitnodiging van Serge Diaghilev dirigeerde hij het orkest van Les Ballets Russes in Londen en op een reis door Zuid-Amerika (1912-1913). Tijdens de Eerste Wereldoorlog was Rhené-Baton chef-dirigent van de Koninklijke Nederlandse Opera (1916-1918) in Amsterdam en dirigeerde ook de zomerconcerten van het Residentie Orkest in het Scheveningse Kurhaus (1914-1919).
In 1918 gaf Serge Sandberg hem de leiding over de Concerts Pasdeloup in Parijs. De dirigent bekleedde deze functie tot 1932 en bleef daarna aan het orkest verbonden. Hij heeft grote verdiensten gehad in de zogenoemde democratisering van de muziek in de concertzalen, omdat hij aan het begin van een concert voor de uitgevoerde werken een inleiding gaf en ervoor zorgde dat er goedkopere plaatsen waren.
Rhené-Baton was dirigent van de premières van talrijke werken, zoals:
- 1912 Évocations van Albert Roussel,
- 1913 Printemps van Claude Debussy,
- 1919 Habanera van Louis Aubert,
- 1920 Alborada del gracioso en de orkestversie van Le Tombeau de Couperin van Maurice Ravel,
- 1922 Les Agrestides en de Symphonie avec orgue (Symfonie met orgel) van Georges Migot,
- 1939 Requiem van Joseph Guy Ropartz.

Hij dirigeerde verder de Franse première van het futuristisch stuk IJzergieterij van Aleksandr Vasiljevitsj Mosolov. Arthur Honegger droeg hem zijn werk Le Chant de Négamon (1918) op en datzelfde deed Albert Roussel met zijn 2e symfonie (1923).

## De componist
Rhené-Baton schreef werken voor orkest, harmonieorkest, kamermuziek en liederen. Alhoewel hij zich als dirigent voor de eigentijdse muziek en hun componisten inzette, bleef hij met de stijl van zijn eigen werken relatief conservatief. Dat komt meestal ook in de gebruikte vormen tot uitdrukking in titels zoals Passacaille, Bourrée of Dans le style rococo. Alhoewel in de Normandië geboren voelde hij zich altijd tot de landschap en de muziek van Bretagne aangetrokken en ook dit is in zijn titelkeuze weer te vinden: En Bretagne of Vieille chapelle en Cornouaille. Hij was bevriend met Bretonse componisten onder wie Paul Le Flem, Joseph Guy Ropartz, Jean Cras, Paul Ladmirault en Louis Aubert.

## Composities

### Werken voor orkest
- 1902 Variations sur un thème dans la mode éolien, voor piano en orkest, op. 4
- 1909 Menuet pour Monsieur, frère du roi, voor orkest
- 1924 Poème élégique, voor viool solo en orkest, op. 32
- 1924 En vacances, voor piano en orkest, op. 38
  1. Promenade
  2. Légende
  3. Dans le bois
  4. Au village
  5. Danses paysannes
  6. Au trot des mules
- 1925 Pour les funérailles d'un marin breton, pièce symphonique voor orkest
- 1926 Fantaisie orientale, voor viool en orkest, op. 34
- 1931 Chansons pour Marycinthe, voor zangstem en orkest – tekst: Maurice Duhamel
- Fresques antiques, voor orkest
- Prélude et fugue, voor orkest

### Werken voor harmonieorkest
- 1932 Petite Suite, voor harmonieorkest
- Aubade, op. 53

### Liederen
- 1901 La Mort des amants, voor zangstem en piano – tekst: Charles Baudelaire
- 1901 Le Clocher, voor zangstem en piano – tekst: Auguste Brizeux
- 1901 Hindoustane, voor zangstem en piano – tekst: Jean Maddus
- 1901 Rêve gris, voor zangstem en piano – tekst: Edmond Haraucourt
- 1901 Testament, voor zangstem en piano – tekst: Paul Stuart
- 1902 Berceuses, voor zangstem en piano – tekst: Georges Champenois
- 1903 Ivoire, voor zangstem en piano – tekst: Raoul Lefebvre
- 1904 Idylle morte, voor zangstem en piano – tekst: Jean Maddus
- 1907 Chansons, voor zangstem en piano, op. 7 – tekst: Georges Champenois
- 1908 L'Ames des iris, voor zangstem en piano – tekst: Camille Mauclair
- 1908 Les Heures d’été, voor zangstem en piano – tekst: Albert Samain
  1. Apporte les cristaux dorés
  2. Frêle comme un harmonica
  3. Lune de cuivre
  4. Les grands jasmins
  5. Ton menton posé dans ta main
  6. Il pleut des pétales de fleurs
- 1911 Cinq mélodies, voor zangstem en piano, op. 16 – tekst: Jean Lahor
  1. Nuit d’autrefois
  2.  Nocturne
  3.  Au désert
  4. Sérénade mélancolique
  5. Tendresse
- 1911 Douze mélodies (Simples chansons douces à murmurer le soir), voor zangstem en piano, op. 27 – tekst: Georges Champenois
  1. Soyons unis
  2. Un bruit de rame
  3. Je ne me souviens plus
  4. Soir d’hiver
  5. Je veux
  6. Silence
  7. Berceuse
  8. Ce que j’aime
  9. Crépuscule
  10. La plainte du vent
  11. Le revoir
  12. Rêverie
- 1912 Deux chansons bretonnes, voor zangstem en piano
  1. La chanson de l’exilé – tekst: Louis Tiercelin
  2. Bretonnes – tekst: Paul Hyacinthe Loyson
- 1912 Deux mélodies, voor zangstem en piano – tekst: Jean Lahor
  1. Nuit blanche
  2. Le repos en Egypte
- 1912 Trois mélodies, voor zangstem en piano – tekst: Camille Mauclair, Victor Hugo, Théodore de Banville
- 1920 Chansons bretonnes, voor zangstem en piano – tekst: Louis Tiercelin
  1. La chanson du bouquet d’ajoncs
  2. La chanson des fleurs nouvelles
  3. La chanson de l’exilé
  4. La chanson de Noël
  5. La chanson de la maison triste
  6. La chanson du bois d’amour
  7. La chanson de la fleur rouge
  8. La chanson du verger fleuri
- 1920 Dans un coin de violettes, voor zangstem en piano – tekst: Renée Vivien
  1. Sous la protection des violettes
  2. Pour le Lys
  3. Veillée heureuse
  4. Sanctuaire d’Asie
  5. Pour mon cœur
  6. Prière
- 1922 Quatre chansons pour le jour de Noël, voor zangstem en piano, op. 26
  1. Cantique sur la naissance de notre Seigneur – tekst: Racan
  2. Noël des petits gamins – tekst: Paul Forgeoux
  3. Noël – tekst: Théophile Gauthier
  4. Cloches de Noël – tekst: M.J. Perdriel-Vaissière
- 1923 Au coin de l’âtre, voor zangstem en piano, op. 29 – tekst: Georges Champenois
  1. La flamme chante
  2. Par un soir d’hiver
  3. Fumées
  4. Apaisement
- 1923 Deux prières du soir, voor zangstem en piano, op. 27
  1. Notre Père qui êtes aux cieux
  2. Je Vous salue Marie
- 1929 Chansons pour Marycinthe, voor zangstem en piano – tekst: Maurice Duhamel
  1. Le premier jour où je vis
  2. Le claquement bref des sabots
  3. Douceur du soir dans le village
  4. Pendant que vous dormiez
  5. Vous ne pouviez savoir
  6. Vous aurez une maison blanche
- 1929 Deux mélodies, voor zangstem en piano, op. 47 – tekst: René Vivien
  1. Mon heure
  2. Mon Paradis
- 1931 Pour celles qui restent, zeven melodieën en chansons voor zangstem en piano, op. 52 – tekst: M.J. Perdriel-Vaissières
  1. Quand tu viendras
  2. Mendiants
  3. La dernière berceuse
  4. Octobre
  5. Fleurs d’ajoncs
  6. Les Lys
  7. La chanson de celles qui restent

### Kamermuziek
- 1921 1e Sonate en Sol, voor viool en piano, op. 24
- 1922 Sonate en Ut, voor cello en piano, op. 28
- 1923 Trio, voor viool, cello en piano, op. 31
- 1924 Poème élégiaque, voor cello en piano, op. 32
- 1925 Passacaille, voor dwarsfluit en piano, op. 35
- 1926 Fantaisie orientale, voor viool en piano, op. 34
- 1926 Bourrée, voor dwarsfluit en piano
- 1927 2e Sonate en La, voor viool en piano, op. 46
- 1933 Suite ancienne, voor viool en piano
  1. Prélude
  2. Aria
  3. Gavotte
  4. Gigue
- Élégie, voor cello en piano

### Werken voor piano
- 1901 Étude en La mineur
- 1901 Préludes
- 1901 Sérénade fantasque
- 1909 Menuet pour Monsieur frère du Roy, voor twee piano's
- 1909 En Bretagne, suite de six pièces
  1. Crépuscule d’été sur le grand bassin de Saint-Nazaire
  2. Retour du pardon de Landévénnec
  3. Dimanche de Pâques sur la place de l’église de Pont-Aven
  4. Sur la grève déserte de Trêz Rouz Fileuses près de Carantec
  5. Vieille diligence sur la route de Muzillac
- 1921 Ballade en la bémol, op. 22
- 1921 Dans le style rococo, op. 23
- 1922 Au pardon de Romengol
- 1923 Album rose
- 1923 Bluette
- 1923 Danses à sept temps
- 1923 Musette
- 1925 Dans la clairière, op. 36
- 1925 Cortège funèbre d’un Samouraï, op. 37
- 1925 Marche des rois mages, op. 39
- 1926 2e Ballade, op. 43
- 1926 Danses de la Saint-Jean pays trégorrois
- 1926 Danse pour Anne de Bretagne
- 1926 Vieille chapelle en Cornouaille
- 1927 Valse romantique
- 1928 River-Side, op. 49
- 1929 Pour la jeunesse, six pièces faciles
  1. Badinage
  2. Pastorale
  3. Petite Rhapsodie sur deux vieilles chansons françaises
  4. Scherzetto
  5. Pays lointain
  6. Cortège
- 1938 Potiron', cinq pièces enfantines très faciles pour le piano
  1. Potiron fait la sieste
  2. Potiron se promène
  3. Potiron fait du ski
  4. Potiron joue au soldat
  5. Potiron visite la Bretagne
- Pour Yvonne
- Prélude en ré m
- Six préludes

### Bewerking
- 1937 Danses françaises de la Renaissance: six danses de Claude Gervaise, instrumentées par Rhené-Bâton pour orchestre